# Sanquhar
Sanquhar är en ort i Storbritannien.   Den ligger i kommunen Dumfries and Galloway och riksdelen Skottland, i den centrala delen av landet, 500 km nordväst om huvudstaden London. Sanquhar ligger 141 meter över havet och antalet invånare är 1 987.
Terrängen runt Sanquhar är huvudsakligen kuperad, men den allra närmaste omgivningen är platt. Sanquhar ligger nere i en dal. Runt Sanquhar är det glesbefolkat, med 11 invånare per kvadratkilometer. Närmaste större samhälle är New Cumnock, 16,9 km väster om Sanquhar. Trakten runt Sanquhar består i huvudsak av gräsmarker.